# Márton Szipál

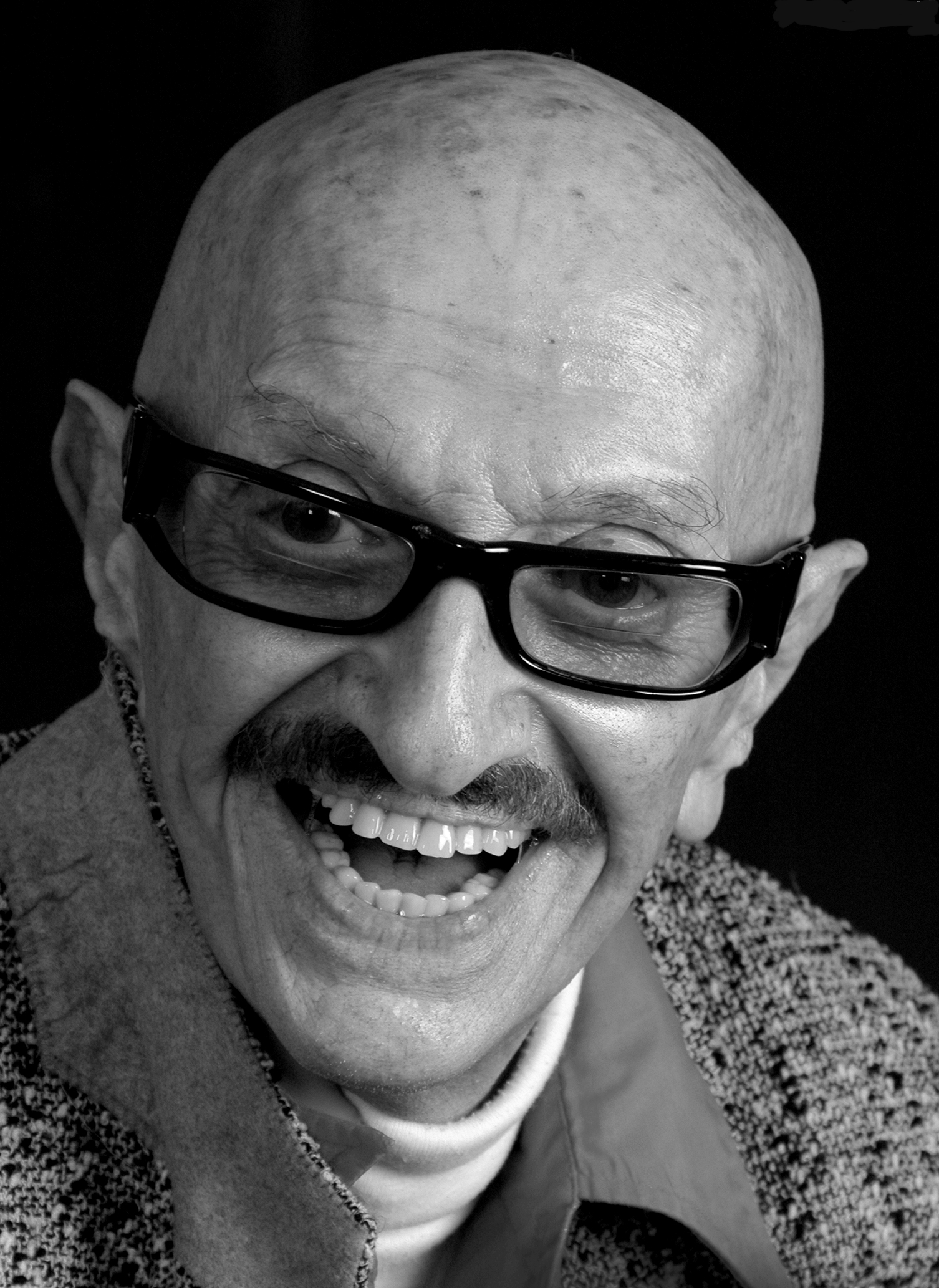
Márton Szipál (undatiert)

Márton Szipál (* 8. Mai 1924 in Szolnok; † 26. April 2016 in Budapest) war ein ungarischer Fotograf und Fotoreporter. Im englischsprachigen Raum war er als Martin Szipál bekannt, sein Künstlername war Martin S. Martin.

## Leben
Szipál wuchs in Debrecen auf und ließ sich danach in Budapest nieder. Nach einer Ausbildung zum Fotografen machte er 1942 seinen Abschluss als Meister. Im Zweiten Weltkrieg war er Pilot und geriet in Kriegsgefangenschaft. 1946 eröffnete er sein erstes Geschäft in Debrecen. Im Jahr 1953 trat er der Genossenschaft Budapester Fotografen (Budapesti Fényképész Szövetkezet) bei, war 1954 Gründungsmitglied des Debrecener Fotokünstlerverbandes (Debreceni Művészfényképészek Szövetsége) und 1956 des Ungarischen Fotokünstlerverbandes (Magyar Fotóművészek Szövetsége).
Im Jahr 1965 wanderte er in die Vereinigten Staaten aus und ließ sich in Los Angeles nieder. Er arbeitete als Star- und Modefotograf und fotografierte Schauspieler wie John Wayne, Margaux Hemingway oder Priscilla Presley.
Im Jahr 1998 kehrte er nach Ungarn zurück, war als Fotoreporter tätig und unterrichtete im Bereich Fotografie.
Szipál wurde mit einer Reihe von Preisen in nationalen und internationalen Wettbewerben ausgezeichnet. Seine Bilder wurden in allen größeren ungarischen Städten ausgestellt. Arbeiten von ihm befinden sich im Ungarischen Fotografiemuseum (Magyar Fotográfiai Múzeum) in Kecskemét.
Am Ende April 2016 starb er an Prostatakrebs in Budapest, im Alter von fast 92.

## Veröffentlichungen
- The Hollywood Years. Panda Digital, Los Angeles, 1997
- Sztárok sztárfotós szemmel. Hanga Kiadó, Budapest, 2004, ISBN 978-963-86381-7-5.